# Петрівка (Зіньківська міська громада)
Петрі́вка — село в Україні, у Зіньківській міській громаді Полтавського району Полтавської області. Населення становить 216 осіб. До 2020 орган місцевого самоврядування — Шилівська сільська рада.

## Географія
Село Петрівка знаходиться за 1,5 км від лівого берега річки Грунь. Примикає до сіл Одрадівка, Довбнівка та Василькове. Поруч проходить автомобільна дорога Т 1706.

## Населення

### Мова
Розподіл населення за рідною мовою за даними перепису 2001 року:
| Мова       | Кількість | Відсоток |
| ---------- | --------- | -------- |
| українська | 209       | 96.76%   |
| російська  | 7         | 3.24%    |
| Усього     | 216       | 100%     |

## Історія
1859 року у власницькому селі (деревне) налічувалось 16 дворів, мешкало 175 осіб (81 чоловічої статі та 94 — жіночої) був 1 завод.
У Національній книзі пам'яті жертв Голодомору 1932—1933 років в Україні перелічено 24 жителя села, що загинули від голоду.
12 червня 2020 року, відповідно до розпорядження Кабінету Міністрів України № 721-р «Про визначення адміністративних центрів та затвердження територій територіальних громад Полтавської області», село увійшло до складу Зіньківської міської громади.
19 липня 2020 року, в результаті адміністративно - територіальної реформи та ліквідації Зіньківського району, село увійшло до складу новоутвореного Полтавського району Полтавської області.